# Baniwa yavitensis
Baniwa yavitensis Lichy, 1981 è un lepidottero appartenente alla famiglia Sphingidae, diffuso in America Meridionale.

## Descrizione

### Adulto
Apparentemente è simile alle specie del genere Perigonia, da cui si può distinguere per il peculiare disegno delle ali anteriori.

Sul capo e sul torace si può ravvisare una larga banda nera che arriva fino ai primi due segmenti addominali, laddove si biforca in due fasce laterali, tra le quali si nota una macchia costituita da scaglie biancastre. I successivi somiti addominali risultano via via più scuri e tendenti al grigio, e poi al grigiastro-bruno.

L'ala anteriore è il principale carattere distintivo del taxon, dal momento che le sue geometrie e colorazioni sono uniche all'interno degli Sphingidae; si può notare una larga macchia triangolare molto scura nel margine interno, prossimale alla cellula discale. Il margine apicale della cellula discale è rimarcata da una fila di tre piccole macchie puntiformi. La parte basale dell'ala anteriore presenta una colorazione tra il rosa pallido e il marroncino chiaro, e si estende per circa l'80% della lunghezza; la rimanente fascia distale, più scura e rossastra, è separata da una dritta linea diagonale.

L'ala posteriore mostra una metà basale color giallo-arancio, che degrada via via verso il rossiccio. La parte distale ha una banda marginale brunastra.

Nel genitale maschile l'uncus è formato da due lobi arrotondati, mentre lo gnathos è formato da due lobi conici. Le valve sono sottili e ricoperte apicalmente da numerose setae. Il sacculus è quasi interamente separato dalla parte dorsale della valva, ed unito solo alla base.

### Larva
Dati non disponibili.

### Pupa
Dati non disponibili.

## Distribuzione e habitat
La specie si trova in Brasile (Pará) e Venezuela.

## Biologia
Durante l'accoppiamento, le femmine richiamano i maschi grazie ad un feromone rilasciato da una ghiandola addominale.

### Periodo di volo
La specie è probabilmente multivoltina. Gli adulti sono stati visti volare a luglio in Brasile.

### Alimentazione
Dati non disponibili.

## Tassonomia

### Sottospecie
Non sono state descritte sottospecie.

### Sinonimi
Non sono stati descritti sinonimi.